# 퀴즈! 과학상식
퀴즈!과학상식은 2001년에 만화가 도기성씨가 동물편을 내면서 시작된 시리즈.2005년12월에는 발명발견을 출판하였고 물리화학편부터는 다른작가들도 활동하기 시작했다.물리화학편을 시작으로 현재도 가장 사랑을 받고 있는 만화이다.(현재는 85권이 나왔다.)(중국에도 수출되어있다.중국퀴즈과학상식은 儿童百问百答.)최근에 나온책은귀여운강아지과학편이다.

## 목록
- 동물(최초 출간)
- 인체
- 우주
- 발명 • 발견
- 물리 • 화학
- 날씨(2019년부터 변경)
- 바다 • 해저
- 곤충
- 똥 • 방귀
- 로봇
- 몸속 탐험
- 지구 탐험
- 에너지
- 전기 • 자석
- 독 • 희귀 동 • 식물
- 로켓 • 인공위성
- 두뇌 탐험
- 벌레
- 사춘기 • 성
- 남극 • 북극
- 동굴 탐험
- 사막 • 정글
- 질병 • 세균
- 화산 • 지진
- 불가사의
- 세계 최고 • 최초
- 천재 과학자
- 파충류 • 양서류
- 실험 • 관찰
- 응급처지
- 미래 과학
- 벌레잡이 식물
- 식품 • 영양
- 스포츠 과학
- 엽기 과학
- 공룡
- 별난 연구
- 과학수사
- 공포 과학
- 공포 미스터리
- 별난 요리
- 공포 독 • 가스
- 공포 마술
- 황당 과학
- 공포 과학 사건
- 공격 • 방어
- 황당 수학
- 꼬질꼬질 과학
- 오싹오싹 과학
- 미스터리 수학
- 공부 과학
- 공포 수학 사건
- 미스터리 암호 과학
- 공포 퍼즐 수학
- 황당 추리 수학
- 황당 수수께끼 과학
- 황당 마술 수학
- 황당 요리 수학
- SOS! 생존 과학
- 공포 미로 수학
- 황당 암호 수학
- SOS! 쓰레기 과학
- 황당 캠핑 수학
- 황당 게임 수학
- 최강 개그 과학
- 황당 요괴 수학
- 황당 도형 수학
- 황당 직업
- 황당 연산 수학
- 황당 개그 수학
- 황당 텔레비전 수학
- 황당 불량 과학
- 뇌와 인공지능
- 최강 로봇 수학
- 빅데이터 과학
- 드론 과학
- 가상현실 • 증강현실
- 사물 인터넷 과학
- 황당 방송 과학
- 3D 프린팅 과학
- 엉뚱 실험 수학
- 황당 측정 수학
- 유튜브 크리에이터
- 세계 불가사의 수학
- 귀여운 강아지 과학

## 쓰이는 캐릭터
- 뾰롱이/꼬양이: 퀴즈! 과학상식의 원조 캐릭터이다. 그래서 그런지 다른 작가들의 만화에서 가끔씩 출연한다.
- 왕짱/나봉구: 왕짱은 우주에서 왔다.
- 돌돌이/봉봉
- 콩돌이/또또
- 찬이/탁이/이루/진이/유리
- 쫑이/똘이
- 호돌/링링/호몽군/오몽양: 사춘기와 성 편에 나오고 안나온다.
- 호돌이/삐콩
- 진진/돌콩: 진진이는 마술사이고 돌콩이는 조수이다.(돌콩이는 마법펫이다.)
- 딩구/포포/또기
- 또록이/너구